# Jorge Barrena Cía
Jorge Barrena Cía (Alloz, Navarra 22 de agosto de 1978), conocido deportivamente como Barrena, es un ex futbolista español que jugaba principalmente de Defensa en concreto como lateral derecho.

## Trayectoria
Formado desde categoría alevín en el CD Estella y CD Izarra, debuta en Segunda División B en 1999 con 21 años.

Con el Club Deportivo Alcoyano jugó 2 promociones de ascenso a Segunda División y eliminatorias de Copa del Rey frente al FC Barcelona y Valencia CF. 

## Clubes
| Club          | Categoría                             | Año       |
| ------------- | ------------------------------------- | --------- |
| CD Izarra     | Segunda División B                    | 1999-2000 |
| Osasuna B     | Segunda División B                    | 2000-2002 |
| Jerez CF      | Segunda División B                    | 2002-2003 |
| CM Peralta    | Segunda División B                    | 2003-2005 |
| Benidorm CF   | Segunda División B                    | 2005-2007 |
| CD Alcoyano   | Segunda División B                    | 2007-2010 |
| CD Guijuelo   | Segunda División B                    | 2010      |
| Peña Sport FC | Segunda División B                    | 2011      |
| CD Izarra     | Segunda División B y Tercera División | 2011-2014 |